# Route Halsema
La route Halsema (en anglais Halsema Highway) est une route philippine qui relie Baguio à Bontoc (Mountain Province). Elle a la particularité d'être la route la plus élevée des Philippines. La route est considérée comme l'une des dix routes les plus dangereuses au monde. Elle a une longueur d'environ 150 km. Elle porte le nom de Eusèbe Julius Halsema, son constructeur.